# IC 4994
IC 4994 је лентикуларна галаксија у сазвјежђу Телескоп која се налази на листи објеката дубоког неба у Индекс каталогу.
Деклинација објекта је - 53° 26' 49" а ректасцензија 20h 19m 44,3s. Привидна величина (магнитуда) објекта IC 4994 износи 12,9 а фотографска магнитуда 13,9. IC 4994 је још познат и под ознакама ESO 186-33, PGC 64489.